# Trap (hudební žánr)
Trap je hudební žánr, který se na přelomu 90. let 20. století a nultých let 21. století vyvinul v USA z jižanského hip hopu. Je typický užitím dvou- nebo třídobých Hi-hatů a hlubokých tónů basového bubnu nejčastěji z bicího automatu Roland TR-808 míchaných se syntetizérem v celkově temném, zlověstném a pochmurném zvuku. Termín „trap“ je slangovým výrazem pro místo prodeje drog. Po roce 2010 se z experimentů s dubstepem zrodil subžánr trap EDM.
Žánr dosáhl nejvyšší popularity po roce 2010, kdy se prosadila druhá vlna trapových umělců s novým zvukem a energií. Trapové písně v té době začaly obsazovat nejvyšší příčky hudebních žebříčků včetně Billboard Hot 100. Například v roce 2015 se píseň „Trap Queen“ od Fettyho Wapa umístila na 2. příčce žebříčku Billboard Hot 100, v roce 2016 následovaly singly „Panda“ od Desiignera (1. příčka), „Black Beatles“ od Rae Sremmurd a Gucciho Manea (1. příčka) nebo „Bad and Boujee“ od Migos (1. příčka). V roce 2017 například rapperka Cardi B uspěla se singlem „Bodak Yellow“ (1. příčka). Podobný úspěch zaznamenal také rapper Post Malone se singlem „Rockstar“ (1. příčka). V roce 2018 byl již trap dominujícím žánrem hip hopové hudby a slavil úspěch i na poli mainstreamové popové hudby.

## Charakteristika
Trapová hudba je definována svou zlověstnou, bezútěšnou a syrovou atmosférou. Obsah se liší umělec od umělce. Mezi typické lyrické motivy patří pozorování útrap života v „pasti“ (anglický výraz trap), pouličního života, chudoby, násilí a autentických zážitků, jímž interpreti čelili.
Trapová hudba využívá vícevrstvých, hlubokých, tvrdých a melodických syntezátorů, ostrých, nečistých a rytmických vířivých bubnů, hlubokých bicích z bicího automatu Roland TR-808, dvoj-, trojdobých a podobně dělených Hi-hatů a filmového a symfonického využití strunných, žesťových, dřevěných a klávesové nástroje, které mají vytvořit energickou, tvrdou, hlubokou a variantní atmosféru. Tyto primární charakteristiky by měly postihnout základní zvuk trapové hudby, jejich původ sahá k producentovi Shawtymu Reddovi. U trapu se můžeme setkat s celou škálou temp, od 100 BPM do 176 BPM, ale obvyklé tempo je kolem 140 BPM.

## Počátky žánru (90. léta 20. století – nultá léta 21. století)
Základní znak trapové hudby, trojité údery hi-hat vířivých bubnů z bicího automatu Roland TR-808, lze datovat až do roku 1986 k DJ Kurtisovi Mantronikovi. V nultých letech se zrodily další bicí prvky u producentů DJ Toompa a Drumma Boye.
Termín „trap“ je slangovým výrazem pro místo prodeje drog. Termín se zrodil v Atlantě, kde ho mezi prvními začali používat rappeři Cool Breeze, Dungeon Family, Outkast, Goodie Mob a Ghetto Mafia. Na přelomu tisíciletí se mezi novináři a fanoušky vžilo označení trapoví rappeři, které bylo určeno pro interprety z jihu USA, jejichž hlavním tématem textů byl prodej drog.
Během nultých let se termín vžil i mezi jižanskými rappery a začal se čím dál tím více dostávat do rádií a do mainstreamové hudby. Úspěch se dostavil s první vlnou trapových umělců, do jejichž řad patří T.I., Young Jeezy, Gucci Mane, Yo Gotti nebo Rick Ross. Ti využívali produkci trapových hudebních producentů mezi nimiž lze zmínit například tyto: DJ Toomp, Fatboi, Drumma Boy, Shawty Redd, D. Rich a Zaytoven.

## Druhá vlna (od roku 2010)
Na konci první dekády 21. století se trap vyhoupl na vrchol a chystal se na příchod druhé vlny, která s sebou přinese mezinárodní úspěch. V přechodném období mezi první a druhou vlnou byl asi nejvytíženějším producentem Lex Luger, který během dvou let vytvořil kolem 200 skladeb. Z jeho tvorby začala vycházet nová generace hudebních producentů: 808 Mafia, Southside, Sonny Digital, TM88, Young Chop, DJ Spinz, Mike Will Made It a Metro Boomin.
V textech se druhá vlna trapových rapperů stále věnuje komentování reality života v ghettech, násilí a chudobě. Vedle tohoto jsou velkým tématem také drogy, a to nejen jejich prodej, ale hlavně užívání. Interpreti tím autenticky reagovali na stále se zvyšující počet mladých Američanů, kteří užívají drogy nebo prášky na předpis.
Kolem roku 2012 se do trapové hudby začala také promítat témata duševních poruch a citů, význačným průkopníkem tohoto tématu byl XXXTentacion nebo z české lokální scény Tyler Durden, jehož tvorba přinesla do českého rapu novou vlnu rapperů. Interpreti druhé vlny trapu také reagovali na proměnu hudebního trhu, hlavní důraz kladli na streamování své tvorby. Často své první velké úspěchy zaznamenali bez pomoci velkých nahrávacích společností, a to díky aktivitě na sociálních sítích a streamovacích službách, zejména SoundCloudu, ale také Spotify, YouTube apod.
Na přední místa hitparád se začala dostávat tato generace rapperů během roku 2013. Mezi prvními uspěli například Chief Keef nebo Future. Trapové písně v té době začaly obsazovat nejvyšší příčky hudebních žebříčků včetně Billboard Hot 100. Například v roce 2015 se píseň „Trap Queen“ od Fettyho Wapa umístila na 2. příčce žebříčku Billboard Hot 100, v roce 2016 následovaly singly „Panda“ od Desiignera (1. příčka), „Black Beatles“ od Rae Sremmurd a Gucciho Manea (1. příčka) nebo „Bad and Boujee“ od Migos (1. příčka). V roce 2017 například rapperka Cardi B uspěla se singlem „Bodak Yellow“ (1. příčka). Podobný úspěch zaznamenal také rapper Post Malone se singlem „Rockstar“ (1. příčka). V roce 2018 byl již trap dominujícím žánrem hip hopové hudby a slavil úspěch i na poli mainstreamové popové hudby.
V roce 2019 se na nejvyšší příčku hitparád vyhoupl singl „Sunflower“ od Post Malone a Swae Lee. Zejména uspěl singl „Old Town Road“ od rappera Lil Nas X (na remixu s Billy Rayem Cyrusem), který se na první příčce udržel rekordních 19 týdnů (od poloviny dubna do půlky srpna 2019). První příčku dále obsadil Travis Scott se singlem „Highest in the Room“ a znovu Post Malone s písní „Circles“. Začátek roku 2020 byl ve znamení trapového hitu „The Box“, který nahrál Roddy Ricch a jenž se na vrcholu hitparády udržel 11 týdnů (od poloviny ledna do konce března). První příčky dosáhl také Drake se svou písní „Toosie Slide“ a Travis Scott s Kid Cudim a jejich společným singlem „The Scotts“.
V roce 2020 se v době pandemie nákazy covid-19, která zrušila všechna plánovaná turné, se mezi trapovými umělci zrodil trend vydávání deluxe verzí alb nebo mixtape, u kterých obsah dosahoval délky standardních alb. Dohromady deluxe verze alb čítaly obvykle přes 30 skladeb. Vydání deluxe verzí následovalo v relativně krátké době od vydání původního díla (obvykle do měsíce). Důvodem byla snaha o navýšení počtu přehrání na streamovacích službách, která nyní tvořila hlavní příjem umělců.
Mezi úspěšné rappery druhé vlny lze řadit následující: 21 Savage, 6ix9ine, A Boogie wit da Hoodie, Cardi B, DaBaby, Fetty Wap, Future, Juice Wrld, Kodak Black, Lil Baby, Lil Nas X, Lil Peep, Lil Pump, Lil Uzi Vert, Migos, Post Malone, Rae Sremmurd, Roddy Ricch, Travis Scott, XXXTentacion, Young Thug nebo YoungBoy Never Broke Again.

## Dělení trapu
- Festival Trap — agresivnější Trap
- Liquid/Chill — poklidný Trap
- Trapstep — Trap s prvky Dubstepu (Hybrid Trap je kombinace Trapu a Dubstepu)
- Trap-ah-ton
- Acid Trap
- Neuro-Trap
- Dirty South — kombinace Trapu a RAPu
- Trill Trap
- Future Bass — melodický Trap
- Arabic Trap
- Dark/Grey Trap

Dále se Trap dělí neoficiálně i na "old Trap" a "soft Trap".